# مدیریت حیات وحش

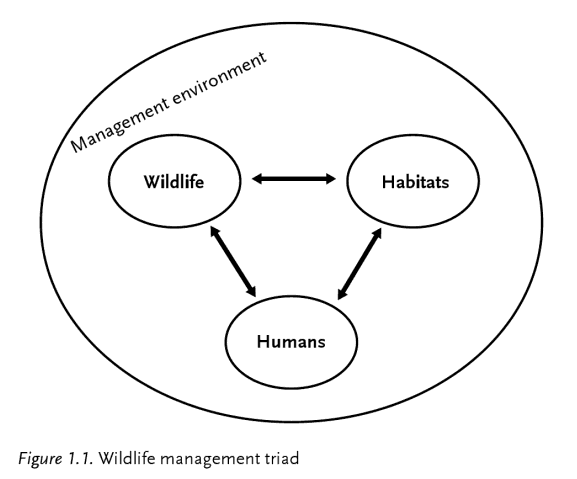
نمودار مدیریت حیات وحش (به زبان انگلیسی) و توضیح رابطه انسان، زیستگاه و حیات وحش

مدیریت حیات وحش (به انگلیسی: Wildlife management) یکی از موضوع‌های مهم در حفاظت حیات وحش است. در ایران ابتدا این موضوع در قالب شکاربانی انجام می‌شد. شکاربانی نهادی دولتی بود که مسئول اجرای قوانین منع یا محدودیت شکار در طبیعت یا در مناطق حفاظت‌شده بود. در ایران امروزه این موضوع در «سازمان حفاظت محیط زیست» پیگیری می‌شود.
در دورهٔ پهلوی یکی از نهادهای مربوطه «اداره شکاربانی دربار» بود که زیر نظر خانواده آتابای (ابوالفتح و کامبیز) عمل می‌کرد.
به کسی که به ویژه در مناطق حفاظت‌شده به نظارت بر اجرای قوانین صید و شکار می‌پردازد، در گذشته «شکاربان» و در حال حاضر «محیط بان» گفته می‌شود.
در فارسی واژه شکاربان می‌تواند معنی دیگری هم بدهد، یعنی شخص یا اشخاصی که به هنگام شکارهای شاهانه مراقب فرار نکردن شکار از محدوده شکار شاه هستند.